# CNマルシリオ・ジアス
クルーベ・ナウチコ・マルシリオ・ジアス (ポルトガル語: Clube Náutico Marcílio Dias) 、通称マルシリオ・ジアス (Marcílio Dias) は、ブラジル・サンタカタリーナ州イタジャイを本拠地とするサッカークラブである。

## 歴史
イタジャイにローイングを振興する目的で1919年3月19日にクラブは創設された。クラブ名は三国同盟戦争のリアシュエロの戦いで戦死した水兵マルシリオ・ジアスにちなみ、初代会長だったイグナシオ・マスカレニャスの提案を受けて名付けられた。
1963年、カンピオナート・カタリネンセ（サンタカタリーナ州選手権）に優勝してクラブにとって最初のタイトルを獲得した。
1988年、カンピオナート・ブラジレイロ・セリエCに初めて参戦し、第3ステージで敗退した。翌年はカンピオナート・ブラジレイロ・セリエBに参戦し、第1ステージで敗退した。
1995年、再びカンピオナート・ブラジレイロ・セリエCに参戦し、またこの年にはクラブにとって初めての国際大会となったトルネイオ・メルコスールで準決勝に進出した。1999年、カンピオナート・カタリネンセ2部において、決勝で同じ街のクラブであるイタジャイを下して優勝した。
2000年はコパ・ジョアン・アヴェランジェのモドゥロ・アマレロ（2部相当）に参戦したが第1ステージで敗退し、その後は2001年、2003年、2005年、2006年にもカンピオナート・ブラジレイロ・セリエCに参戦したが、どのシーズンも第1ステージで敗退した。2007年にコパ・サンタカタリーナに優勝し、それにより翌年のカンピオナート・ブラジレイロ・セリエCと同年のレコパ・スル＝ブラジレイラ出場資格を獲得した。2007年12月8日、カシアスを4-1で破り、レコパ・スル＝ブラジレイラに優勝した。マルシリオ・ジアスのルイス・リカルドは5得点を挙げ、大会得点王に輝いた。

## スタジアム
ホームスタジアムはエスタジオ・ドトール・エルシリオ・ルス、通称ジガントン・ダス・アヴェニダス。1921年に完成し、収容人数は10,000人。

## タイトル

### 国内タイトル
- レコパ・スル＝ブラジレイラ（ポルトガル語版）：1回
  - 2007
- カンピオナート・カタリネンセ：1回
  - 1963
- カンピオナート・カタリネンセ 2部：1回
  - 1999
- コパ・サンタカタリーナ（ポルトガル語版）：1回
  - 2007

## 歴代監督
- レヴィー・クルピ

## 歴代所属選手
- シジクレイ（2010）
- アルトゥール・フェイトーザ（2018）